# Kirchenstrafe
Unter Kirchenstrafen (disciplinae ecclesiasticae) werden Sanktionen gegenüber Laien und Klerikern verstanden, die die römisch-katholische Kirche verhängt, um straffällig gewordene Gläubige durch Strafmittel zurechtzuweisen.
Die Kirchenstrafen sind im 6. Buch des Codex Iuris Canonici (CIC) geregelt (seit 1983 in den cann. 1311–1399).
Davon zu unterscheiden sind die kirchlichen Disziplinarmaßnahmen ohne Strafcharakter wie die Amtsenthebung.

## Voraussetzungen der Strafbarkeit
Im 6. Buches des CIC sind die Anwendbarkeit der kirchlichen Strafbestimmungen, die persönlichen Voraussetzungen der Strafbarkeit wie Strafmündigkeit oder Schuldfähigkeit sowie die Strafzumessung einschließlich möglicher Strafausschließungsgründe oder Straferlass geregelt, außerdem die Strafverhängung (Strafverfahren).
Mit einer Kirchenstrafe werden belegt Straftaten gegen die Religion und die Einheit der Kirche wie Schisma und Häresie, Straftaten gegen die kirchlichen Autoritäten und die Freiheit der Kirche, beispielsweise wer dem Apostolischen Stuhl, dem Ordinarius oder dem Oberen, der rechtmäßig gebietet oder verbietet, nicht gehorcht und nach Verwarnung im Ungehorsam verharrt,  ferner Amtsanmaßung und Amtspflichtverletzung, sog. Fälschungsdelikte wie Verleumdung oder Urkundenfälschung, Straftaten gegen Leben und Freiheit des Menschen (auch Abtreibung) und schließlich Straftaten gegen besondere Verpflichtungen wie der Versuch, eine Zivilehe einzugehen oder dem Zölibat zuwider in einem eheähnlichen Verhältnis zu leben.

## Rechtsfolgen
Zu unterscheiden sind die Spruch- und die Tatstrafen.
Strafmittel sind die Besserungs- oder Beugestrafen sowie Sühnestrafen. Vorbeugend können auch Strafsicherungsmittel (Verwarnung, Verweis) und Bußen (Auflage, irgendein Werk des Glaubens, der Frömmigkeit oder der Caritas zu verrichten wie eine Bußwallfahrt oder Fasten) ausgesprochen werden. Gegenüber Laien können sowohl die Kirchenstrafen als auch eine eventuelle Absolution durch den Priester (Beichtvater) ausgesprochen werden, im Übrigen durch die Kirchengerichtsbarkeit.
Beispiele für bekannte Kirchenstrafen sind:
- Beugestrafen: Exkommunikation (Ausschluss aus der kirchlichen Gemeinschaft),[4][5] Suspension (Verbot der Amtsausübung eines Klerikers),[6] Interdikt (Untersagung gottesdienstlicher Handlungen)
- Sühnestrafen: Konfinierung (Aufenthaltsge- bzw. -verbote wie Klosterhaft), Strafversetzung auf ein anderes Amt, Dimission (Entlassung aus dem Klerikerstand)
- Kirchenbann: Ausschließung, Verdikt bei Verfehlungen in Glauben oder Sitte
- Infamie: Verrufenheit, Ehrverlust
- Meidung: bei einigen Gemeinschaften wie den Altmennoniten, Amischen, Hutterern, Zeugen Jehovas sowie teilweise im Islam (al-Walā' wa-l-barā')

## Rechtspraxis
Etliche der oben genannten Strafen werden heute nicht mehr oder nicht in der früher üblichen Weise angewandt. So hat der Kirchenbann seit langem keine weltlichen Rechtsfolgen mehr und entspricht seit Abschaffung der Unterscheidung zwischen „kleinem“ und „großem“ Bann im Jahre 1869 der Strafe der Exkommunikation. Die Straffolge der Infamie wurde 1983 abgeschafft. Das Interdikt beschränkt sich heute im Regelfall auf die persönliche Untersagung der Mitwirkung an Gottesdiensten und sakramentalen Handlungen gegenüber einem Kleriker oder Amtsträger, während so genannte Lokalinterdikte über ganze Orte, Territorien oder Gebiete im geltenden Recht nicht mehr ausdrücklich vorgesehen sind.

## Prominente Beispiele
Für ihre Kirchenkritik wurden unter anderen Jan Hus, Martin Luther, Hans Küng oder Eugen Drewermann bestraft.
Auch die Inquisitionsverfahren waren kirchliche Strafverfahren, wohingegen die Hexenprozesse überwiegend nach weltlichem Recht geführt wurden.